# Sarissola
Sarissola is een plaats (frazione) in de Italiaanse gemeente Busalla.